# مايكل آريس
مايكل آريس (بالإنجليزية: Michael Aris)‏ (و. 1946 – 1999 م) هو مؤرخ، وأستاذ جامعي من المملكة المتحدة، وكوبا، ولد في هافانا، توفي في أكسفورد، عن عمر يناهز 53 عاماً، بسبب سرطان البروستاتا وكان متزوجاً من أون سان سو تشي رئيسة وزراء ميانمار.

## التعليم
تعلم في Worth School ‏، وجامعة درم، وSt Cuthbert's Society, Durham ‏، ومدرسة الدراسات الشرقية والإفريقية.